# M-Stoff
M-Stoff, en français : « substance M », était le nom donné par les ingénieurs allemands pendant la Seconde Guerre mondiale au méthanol CH3OH utilisé comme ergol liquide pour la propulsion de certaines fusées expérimentales. 
Une partie du méthanol était utilisée pour refroidir le moteur-fusée grâce à la chaleur latente de vaporisation élevée de cet alcool.

## Principe
Mélangé avec le B-Stoff (hydrate d'hydrazine), il donnait du C-Stoff.

## Utilisation
Le mélange M-Stoff / B-Stoff est utilisé notamment dans les missiles V2 et dans l'avion-fusée Messerschmitt Me 163B.